# 拉皮多河
拉皮多河是意大利的河流，位於該國北部佛羅西羅內省，河道全長40公里，平均流量每秒25立方米，發源自拉吉歐和莫利塞大區之間，最終在卡西諾附近注入利里河。
41°26′N 13°50′E / 41.433°N 13.833°E